# متسنسك
متسنسك (بالروسية: Мценск) هي إحدى مدن روسيا في الكيان الفدرالي الروسي أوريول أوبلاست.